# Christian Luyindama
Christian Luyindama is een voetballer uit DR Congo, die als verdediger of verdedigende middenvelder speelt. Hij stond laatstelijk tussen juni 2019 en januari 2024 onder contract bij Galatasaray. Eerder speelde hij bij Standard Luik dat hem voor een half jaar huurde van TP Mazembe met aankoopoptie. Onder trainer Aleksandar Jankovic kwam Luyindama geen minuut in actie. Op 17 april 2017 werd Jankovic ontslagen en José Jeunechamps als interim aangesteld. Van de resterende zeven matchen in play-off II miste Luyindama enkel de eerste. Zijn debuut bij Standard Luik was de met 0-2 verloren thuismatch tegen Waasland-Beveren, waar hij de volle 90 minuten speelde. Op 18 mei 2017 lichtte Standard de aankoopoptie. In januari 2019 werd Luyindama voor een half jaar uitgeleend aan Galatasaray, waarna die laatste op zijn beurt de bedongen aankoopoptie in het huurcontract van de Congolese verdediger lichtte.
Voor het seizoen 2023/24 werd hij niet opgenomen in de selectie. Hij wist geen club te vinden, waardoor hij dat seizoen niet kon voetballen. Begin 2024 werd zijn contract ontbonden door Galatasaray.

## Statistieken
| Seizoen         | Club             | Competitie         | Competitie | Competitie | Beker | Beker | Internat. | Internat. | Totaal | Totaal |
| Seizoen         | Club             | Competitie         | Wed.       | Dlp.       | Wed.  | Dlp.  | Wed.      | Dlp.      | Wed.   | Dlp.   |
| --------------- | ---------------- | ------------------ | ---------- | ---------- | ----- | ----- | --------- | --------- | ------ | ------ |
| 2014/15         | SM Sanga Balende | Linafoot           | 0          | 0          | 0     | 0     | 4         | 0         | 4      | 0      |
| 2015/16         | TP Mazembe       | Linafoot           | 0          | 0          | 0     | 0     | 2         | 0         | 2      | 0      |
| 2016/17         | → Standard Luik  | Jupiler Pro League | 6          | 1          | 0     | 0     | 0         | 0         | 6      | 1      |
| 2017/18         | Standard Luik    | Jupiler Pro League | 32         | 4          | 6     | 0     | 0         | 0         | 38     | 4      |
| 2018/19         | Standard Luik    | Jupiler Pro League | 20         | 3          | 1     | 0     | 8         | 0         | 29     | 3      |
| 2018/19         | → Galatasaray    | Süper Lig          | 11         | 0          | 4     | 1     | 2         | 1         | 17     | 2      |
| 2019/20         | Galatasaray      | Süper Lig          | 10         | 0          | 0     | 0     | 4         | 0         | 14     | 0      |
| 2020/21         | Galatasaray      | Süper Lig          | 24         | 0          | 2     | 1     | 2         | 1         | 28     | 2      |
| 2021/22         | Galatasaray      | Süper Lig          | 8          | 1          | 0     | 0     | 11        | 0         | 19     | 1      |
| 2021/22         | → Al Taawoun     | Saudi Pro League   | 12         | 1          | 1     | 0     | 4         | 0         | 17     | 1      |
| 2022/23         | → Antalyaspor    | Süper Lig          | 5          | 0          | 0     | 0     | 0         | 0         | 5      | 0      |
| 2023/24         | Galatasaray      | Süper Lig          | —          | —          | —     | —     | —         | —         | —      | —      |
| Carrière totaal | Carrière totaal  | Carrière totaal    | 128        | 10         | 14    | 2     | 37        | 2         | 179    | 14     |